# Hou Yifan
Det här är en artikel om en person med kinesiskt personnamn; Hou är familjenamnet.
Hou Yifan (kinesiska: 侯逸凡; pinyin: Hóu Yìfán), född 27 februari 1994, är en kinesisk stormästare i schack, samt trefaldig kvinnlig världsmästare i schack. Hon är den yngsta kvinnliga schackspelaren att uppnå titeln stormästare, och den yngsta kvinnan som någonsin blivit världsmästare i schack.
Vid 12 års ålder blev Hou den yngsta personen som någonsin deltagit i Världsmästerskapet i schack för damer (Jekaterinburg 2006) samt Schack-OS (Turin 2006). I juni 2007 blev hon den yngsta kinesiska mästaren i schack någonsin. Hon blev tilldelad titlarna FIDE-mästare (FM) i januari 2004, Kvinnlig Stormästare (Woman Grandmaster, WGM) i januari 2007, och Stormästare (Grandmaster, GM) i augusti 2008, något hon blev som den yngsta kvinnan någonsin.
Hou är den tredje kvinnan någonsin som rankats bland världens 100 främsta schackspelare, efter Maia Chiburdanidze och Judit Polgár. Hon är ofta ansedd som världens bästa kvinnliga schackspelare, då hon är flera längder före sina motståndare. Från mars 2018 är hon även den högst rankade kvinnan i världen, 86 poäng före tvåan, Ju Wenjun.

## Karriär

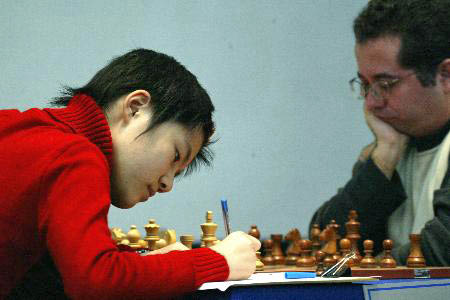
Hou Yifan, 11 år gammal, vid World Team Chess Championship i Be'er Sheva, Israel 2005.

Hou började att spela schack regelbundet vid fem års ålder, men var fascinerad av spelet redan vid tre års ålder. Hennes far Hou Xuejian, som även spelat schack på hög nivå, tog ofta med sin dotter till en bokhandel efter middagen, och märkte då att hon gillade att titta på schackpjäser av glas i affären. Han köpte senare hennes första schackbräde, och då Hou var tre år gammal var hon kapabel till att vinna över både sin far och farmor efter ett par veckor. 1999, då Hou var fem år gammal, anställde hennes far den internationella mästaren Tong Yuanming som schackmentor till henne. Tong sa senare att Hou hade en ovanlig talang för spelet, då hon visade stor självsäkerhet, bra minne, förmåga att beräkna drag och snabb reaktion. Hou sade själv att hon började med schack då hon blivit fascinerad av schackpjäserna.
2003 spelade Hou för första gången mot Ye Jiangchuan, kapten för det manliga och kvinnliga kinesiska landslaget. Schackmästaren blev förvånad att en nioåring kunde utpeka nästan alla hans svaga drag. Samma år blev hon den yngsta medlemmen i det kinesiska landslaget, och placerade sig på första plats vid unga världsmästerskapen, för tjejer under tio år. I juni 2007 blev hon den yngsta kinesiska mästaren någonsin.

### Världsmästerskapet för damlag
Hou Yifan har deltagit i ett flertal världsmästerskap för damlag, som spelats sedan 2007.
Vid det andra Världsmästerskapet för damlag 2009, i Ningbo i östra Kina bestod laget av Ju Wenjun, Zhao Xue, Shen Yang och Huang Qian. Det kinesiska laget misstänktes ha vunnit den jämna tätstriden mot det ryska och ukrainska laget i en avslutande ”läggmatch” med Vietnam. Det vietnamesiska laget hade bra eller vinnande ställningar i två av partierna, när spelarna erbjöd remier. Det var särskilt matchpartiet mellan den lågt rankade Pham Bich Ngoc (2145) och Huang Qian (2424), som väckte misstankar. Vietnamesiskan hade en avgörande attack på gång och tre bönder upp och bjöd ändå remi. Tack vare 2-2 i matchen mot Vietnam fick Kina som hamnade på samma slutpoäng som Ryssland och Ukraina (12 poäng) bäst matchpoäng totalt (21,5 p) och hamnade därmed en halvpoäng före Ryssland och en poäng före Ukraina och vann lagguldet.

## Utbildning

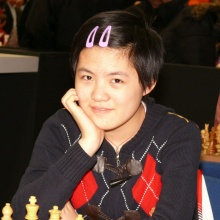
Hou Yifan vid Corus Chess Tournament, 2007.

Hou blev antagen till National Chess Center i Peking, en skola för unga talangfulla schackspelare från hela Kina, då hon var tio år gammal, med de kinesiska stormästarna Ye Jiangchuan och Yu Shaoteng som lärare. Hennes familj flyttade till Peking under 2003, för att kunna stödja hennes karriär bättre. Hou hade tidigare fått hemundervisning, och enligt henne själv är hennes intressen läsa och studera. Hennes favoritspelare i schack är Bobby Fischer.
Hou har försökt att balansera sitt vardagliga liv med schackspelandet. 2012 började Hou studera vid Pekinguniversitetet, där hon studerade Internationella relationer, trots hennes tränares önskningar. Hou deltog även i många aktiviteter under studietiden, och på grund av hennes höga studieresultat blev hon erbjuden ett stipendium, till att från september 2018 studera vid Oxfords universitet. Hou siktar på att ta en masterexamen i socialpolitik.
Jämfört med världens bästa manliga schackspelare, som ägnar sitt liv åt spelet, har Hou en nackdel, då hennes studerande stjäl fokus från spelet. Hou är dock medveten om detta, men väljer att behandla schackspelande som en hobby och inte en karriär.

## Strategi

### Öppningar
Hou Yifan öppnar ofta med 1.e4 som vit. Som svart spelar hon ofta Sicilianskt parti (där Najdorfvarianten, Drakvarianten och Slutna variationen är inräknad), samt franskt parti mot 1.e4. När hon står mot 1.d4 spelar hon Nimzo-/Bogo-Indiskt och Damindiskt försvar.